# Без следа от теб
„Без следа от теб“ (на испански: Sin rastro de ti) е мексиканска теленовела от 2016 г., режисирана от Ана Лорена Перес-Риос и Уалтер Доенер Пеканинс и продуцирана от Силвия Кано за Телевиса. Това е напълно оригинална история, създадена от Карлос Кинтания Сакар и Адриана Пелуси.
В главните роли са Адриана Лувие и Данило Карера, а в отрицателната – Ана Лайевска. Специално участие взема първата актриса Сесилия Габриела.

## Сюжет
Хулия Борхес работи като педиатър. Тя е напът да се омъжи за годеника си, Маурисио. Няколко дни преди сватбата Маурисио мистериозно изчезва, без да оставя следи. Хулия се връща пет години по-късно, под името Лорена Мендоса, и нищо не си спомня, но разбира, че Маурисио е женен за сестра ѝ, Камила, с която имат син.
Хулия се завръща, за да получи живота си от този мъж, защото иска да се омъжи.

## Актьори
- Адриана Лувие – Хулия Борхес / Лорена Мендоса
- Данило Карера – Маурисио Сантияна
- Ана Лайевска – Камила Борхес
- Хосе Елиас Морено – Раул Сантияна
- Роберто Бландон – Анхел
- Фернандо Сиангероти – д-р Милер
- Сесилия Габриела – Сара Ернандес
- Тиаре Сканда – д-р Ариас
- Хосе Пабло Минор – Луис Лара
- Хуан Мануел Хауреги – Браулио Портес
- Хуан Пабло Медина – Томас
- Алехандра Амброси – Брихита
- Пабло Перони – Хулиан Рейносо
- Ектор Коцифакис
- Пилар Падия
- Алехандра Роблес Хил – Ерика Сантияна
- Хема Гароа – Галина
- Маурисио Абуларач – Марко
- Лало Паласиос – Педро
- Андреа Португал
- Паола Ариоха
- Марсела Морет
- Паки
- Марсела Руис Еспарса
- Анхелес Балванера
- Карлос Гера – д-р Трехо
- Арселия Рамирес
- Габриела Самора

## Премиера
Премиерата на Без следа от теб е на 31 октомври 2016 г. по Las Estrellas. Последният 16. епизод е излъчен на 20 ноември 2016 г. Предпремиерата е на 9 септември 2016 г. на онлайн платформата Blim на Телевиса.